# Franc Miklošič
Franc Miklošič, též Fran Miklošič, uváděn i pod německým jménem Franz Miklosich (20. listopadu 1813 Radomerščak – 7. března 1891 Vídeň), byl štýrský a rakouský lingvista a filolog, zabývající se slovanskými jazyky, a politik slovinské národnosti, během revolučního roku 1848 poslanec rakouského Říšského sněmu.

## Biografie
Do roku 1819 bydlel v rodné vesnici, pak se přestěhoval s rodiči do Ljutomeru, kde otec provozoval hostinec a obchod. Vychodil obecnou školu v Ljutomeru, první dva ročníky gymnázia v chorvatském Varaždínu a následující ročníky v Mariboru. Už na gymnáziu jevil talent, zejména na klasické jazyky. Mariborský profesor Zupančič ho nazval nebroušeným diamantem. Na podzim 1830 odešel studovat právo a filozofii na univerzitu ve Štýrském Hradci. Zde se zapojil do slovinských studentských spolků. V roce 1836 dokončil studia práv, v roce 1837 složil rigoróza z filozofie a v květnu 1837 byl jmenován suplentem filozofie na univerzitě ve Štýrském Hradci. Dne 23. června 1838 byl promován doktorem filozofie. Nezískal ovšem post na katedře filozofie v Innsbrucku, a proto v září 1838 odešel na Vídeňskou univerzitu, kde dokončil studium práva a 28. prosince 1840 byl promován doktorem práv.
Původně zamýšlel věnovat se právu, ale pod vlivem jiného Slovince, Jerneje Kopitara se jeho zájem přesunul ke slovanské filologii. Do roku 1843 byl koncipientem u advokáta Fingera, krátkou dobu u dr. Bacha (otce Alexandera Bacha). Dne 8. května 1844 získal místo ve vídeňské dvorní knihovně, kde působil do roku 1849 (formálně do roku 1862).
Dne 30. dubna 1849 byl jmenován mimořádným a roku 1850 řádným profesorem na Vídeňské univerzitě na nově zřízené stolici slavistiky, přičemž v akademickém roce 1851–1852 a 1856–1857 byl děkanem Filozofické fakulty Vídeňské univerzity a v roce 1853–1854 rektorem univerzity. V letech 1854–1879 předsedal zkušební komisi pro středoškolské profesory. Zařadil se do tzv. vídeňské slavistické školy. Vypracoval řadu podrobných, německy psaných studií a slovníků z oblasti etymologie a srovnávací gramatiky slovanských jazyků. Věnoval se i romštině a dalším tématům. V roce 1852 vydal studii Vergleichende Lautlehre der slavischen Sprachen, kterou pochvalně hodnotili František Palacký a Pavel Josef Šafařík.
Během revolučního roku 1848 se výrazně zapojil do politického dění. V roce 1848 byl předsedou spolku Slovenija, napsal jeho provolání, ve kterém se vyslovil pro vznik slovinského království v rámci Rakouska a pro jazykovou rovnoprávnost ve školách i na úřadech. V celostátních volbách roku 1848 byl zvolen do rakouského ústavodárného Říšského sněmu. Zastupoval volební obvod Lenart. Uvádí se jako knihovník. Patřil k sněmovnímu bloku pravice. Patřil mezi slovinské národně orientované poslance.
Zasloužil se o rozvoj slovinštiny. V roce 1849 po několik měsíců pomáhal s překladem zákoníku do slovinštiny, přičemž stabilizoval slovinskou právní terminologii.
V Rakouské národní knihovně ve Vídni a v Moravském zemském archivu v Brně je dochována jeho korespondence s českým jazykovědcem Antonínem Matzenauerem.
V roce 1864 byl povýšen do dědičného šlechtického stavu.